# Christian Wilhelm von Eyben

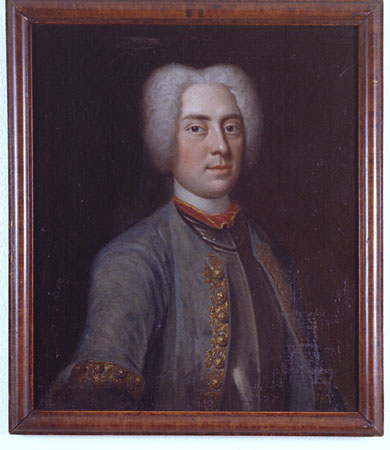
Christian Wilhelm von Eyben, zeitgenössisches Porträt

Christian Wilhelm von Eyben (* 31. Mai 1663 in Gießen; † 1. September 1727 in Osnabrück) war ein deutscher Jurist und Diplomat.

## Leben und Wirken
Er entstammte dem ostfriesischen Adelsgeschlecht von Eyben und war der Sohn des Juristen Hulderich von Eyben. Er studierte seit 1680 Rechtswissenschaften an der Universität Helmstedt. Nach einer Kavaliersreise wurde er Hofrat bei Markgraf Friedrich VII. Magnus von Baden-Durlach. Nach der Einäscherung Durlachs und der Vertreibung des Hofes durch die Franzosen 1689 ging er nach Celle und wurde 1690 Hofrat bei Herzog Georg Wilhelm von Braunschweig-Lüneburg. 1698 wechselte er an den Hof in Schloss Gottorf und diente den Herzögen Friedrich IV. und Karl Friedrich von Schleswig-Holstein-Gottorf bzw. dessen Vormündern als Diplomat. 1707 war er Gesandter am Kaiserhof in Wien und 1711 beim Reichstag in Regensburg. 1716 wurde er von Fürstbischof Ernst August II. von Hannover zum Kanzler des Hochstifts Osnabrück berufen.
1690 heiratete er Lucia Barbara, die Tochter des Diplomaten Weipart Ludwig von Fabrice. Von mehreren Kindern überlebten den Vater nur zwei Söhne: Friedrich von Eyben (1699–1787) und Christian August von Eyben.
Schon seit seinem 21. Lebensjahr trat Eyben als Autor von juristischen und historischen Werken hervor. Er korrespondierte unter anderem auch mit Gottfried Wilhelm Leibniz und Johann Winckler.

## Schriften
- Tobiae Magiri Eponymologium Criticum : Complectens Cognomina, Descriptiones, Elogia Et Censuras Personarum Ac Rerum cum veterum tum recentium bello aut pace insignium. Francofurti: Lüderwald 1687
- An eine Hochlöbliche Reichs-Versammlung Höchst-gemüssigte Vorstellung Der Hoch-Fürstl. Holstein-Gottorpischen Und Bischöfflichen Lübeckischen Gesandtschafften Auf die In einer Königl. Dänischen Circular-Ordre vom 8. Decembre 1714 : Enthaltene ungegründete Praetexte, Mit welchen die abermahlige Feindliche Occupation und überziehung des Reichs-Fürstlichen Stiffts Lübeck oder Eutin ... justificiret werden will ; Wodurch dan auch dem 29ten Dec. 1714. dictirtem Holstein-Glückstättischem Memorial zugleich ... Abhelffung gegeben wird. (Regensburg 7. Jan. 1715) [Regensburg] [1715]
- Der Hoch-Fürstl. Holstein-Gottorpischen Und Bischöfflichen Lübeckischen Gesandtschafft Fernerweites höchst-gemüßigtes Memoriale An eine Hochlöbliche Reichs-Versam[m]lung/ Wegen abermahliger von der Cron Dännemarck unternommener und annoch continuirender Feindlicher Occupation, Uberzieh- und Verheerung Des Bißthums Lübeck; &c. &c. (Regensburg den 17ten April 1715) [Regensburg] [1715]